# Monacon abruptum
Monacon abruptum is een vliesvleugelig insect uit de familie Perilampidae. De wetenschappelijke naam is voor het eerst geldig gepubliceerd in 1922 door Waterston.